# Campeonato da Europa de Atletismo de 1998
A 17ª edição dos Campeonatos da Europa de Atletismo decorreu no Népstadion de Budapeste, na Hungria, entre 18 e 23 de agosto de 1998. 
Nesta edição estrearam-se três provas no setor feminino: a dos 5000 metros (que substituiu a de 3000 metros), a do salto com vara e a do lançamento do martelo.
A Grã-Bretanha obteve o maior número de títulos (nove), mas a Alemanha foi o país que conquistou mais medalhas. Ao alcançar seis medalhas, Portugal conquistou o maior número de medalhas na história das suas participações em Campeonatos da Europa. Dessas seis medalhas, duas foram de ouro (António Pinto nos 10000 metros e Manuela Machado na maratona), três de prata (Rui Silva nos 1500 metros masculinos, Carla Sacramento nos 1500 metros femininos e Fernanda Ribeiro nos 10000 metros femininos) e uma de bronze (Susana Feitor nos 10 km marcha).

## Medalhistas

### Masculino
| Evento                | Ouro                                                                        | Prata                                                                          | Bronze                                                                           |
| --------------------- | --------------------------------------------------------------------------- | ------------------------------------------------------------------------------ | -------------------------------------------------------------------------------- |
| 100 metros            | Darren Campbell · Reino Unido                                               | Dwain Chambers · Reino Unido                                                   | Charalambos Papadias · Grécia                                                    |
| 200 metros            | Douglas Walker · Reino Unido                                                | Doug Turner · Reino Unido                                                      | Julian Golding · Reino Unido                                                     |
| 400 metros            | Iwan Thomas · Reino Unido                                                   | Robert Maćkowiak · Polónia                                                     | Mark Richardson · Reino Unido                                                    |
| 800 metros            | Nils Schumann · Alemanha                                                    | André Bucher · Suíça                                                           | Lukáš Vydra · Chéquia                                                            |
| 1500 metros           | Reyes Estévez · Espanha                                                     | Rui Silva · Portugal                                                           | Fermín Cacho · Espanha                                                           |
| 5000 metros           | Isaac Viciosa · Espanha                                                     | Manuel Pancorbo · Espanha                                                      | Mark Carroll · Irlanda                                                           |
| 10000 metros          | António Pinto · Portugal                                                    | Dieter Baumann · Alemanha                                                      | Stéphane Franke · Alemanha                                                       |
| Maratona              | Stefano Baldini · Itália                                                    | Danilo Goffi · Itália                                                          | Vincenzo Modica · Itália                                                         |
| 110 m barreiras       | Colin Jackson · Reino Unido                                                 | Falk Balzer · Alemanha                                                         | Robin Korving · Países Baixos                                                    |
| 400 m barreiras       | Paweł Januszewski · Polónia                                                 | Ruslan Mashchenko · Rússia                                                     | Fabrizio Mori · Itália                                                           |
| 3000 m obstáculos     | Damian Kallabis · Alemanha                                                  | Alessandro Lambruschini · Itália                                               | Jim Svenøy · Noruega                                                             |
| Estafeta 4x100m       | Allyn Condon · Darren Campbell · Doug Walker · Julian Golding · Reino Unido | Thierry Lubin · Frédéric Krantz · Christophe Cheval · Needy Guims · França     | Marcin Krzywański · Piotr Balcerzak · Marcin Nowak · Ryszard Pilarczyk · Polónia |
| Estafeta 4x400m       | Mark Hylton · Jamie Baulch · Iwan Thomas · Mark Richardson · Reino Unido    | Piotr Rysiukiewicz · Tomasz Czubak · Piotr Haczek · Robert Maćkowiak · Polónia | Antonio Andrés · Juan Trull · Andrés Martínez · David Canal · Espanha            |
| 20 km marcha          | Ilya Markov · Rússia                                                        | Aigars Fadejevs · Letônia                                                      | Francisco Javier Fernández · Espanha                                             |
| 50 km marcha          | Robert Korzeniowski · Polónia                                               | Valentin Kononen · Finlândia                                                   | Andrey Plotnikov · Rússia                                                        |
| Salto em altura       | Artur Partyka · Polónia                                                     | Dalton Grant · Reino Unido                                                     | Sergey Klyugin · Rússia                                                          |
| Salto com vara        | Maksim Tarasov · Rússia                                                     | Tim Lobinger · Alemanha                                                        | Jean Galfione · França                                                           |
| Salto em comprimento  | Kiril Sosunov · Rússia                                                      | Bogdan Ţăruş · Roménia                                                         | Petar Dachev · Bulgária                                                          |
| Triplo salto          | Jonathan Edwards · Reino Unido                                              | Denis Kapustin · Rússia                                                        | Rostislav Dimitrov · Bulgária                                                    |
| Arremesso do peso     | Aleksandr Bagach · Ucrânia                                                  | Oliver-Sven Buder · Alemanha                                                   | Yuri Belonog · Ucrânia                                                           |
| Lançamento do disco   | Lars Riedel · Alemanha                                                      | Jürgen Schult · Alemanha                                                       | Virgilijus Alekna · Lituânia                                                     |
| Lançamento do dardo   | Steve Backley · Reino Unido                                                 | Mick Hill · Reino Unido                                                        | Raymond Hecht · Alemanha                                                         |
| Lançamento do martelo | Tibor Gécsek · Hungria                                                      | Balázs Kiss · Hungria                                                          | Karsten Kobs · Alemanha                                                          |
| Decatlo               | Erki Nool · Estónia                                                         | Eduard Hämäläinen · Finlândia                                                  | Lev Lobodin · Rússia                                                             |

### Feminino
| Evento                | Ouro                                                                        | Prata                                                                                           | Bronze                                                                            |
| --------------------- | --------------------------------------------------------------------------- | ----------------------------------------------------------------------------------------------- | --------------------------------------------------------------------------------- |
| 100 metros            | Christine Arron · França                                                    | Irina Privalova · Rússia                                                                        | Ekaterini Thanou · Grécia                                                         |
| 200 metros            | Irina Privalova · Rússia                                                    | Zhanna Pintusevich · Ucrânia                                                                    | Melanie Paschke · Alemanha                                                        |
| 400 metros            | Grit Breuer · Alemanha                                                      | Helena Fuchsová · Chéquia                                                                       | Olga Kotlyarova · Rússia                                                          |
| 800 metros            | Yelena Afanasyeva · Rússia                                                  | Malin Ewerlöf · Suécia                                                                          | Stephanie Graf · Áustria                                                          |
| 1500 metros           | Svetlana Masterkova · Rússia                                                | Carla Sacramento · Portugal                                                                     | Anita Weyermann · Suíça                                                           |
| 5000 metros           | Sonia O'Sullivan · Irlanda                                                  | Gabriela Szabo · Roménia                                                                        | Marta Domínguez · Espanha                                                         |
| 10000 metros          | Sonia O'Sullivan · Irlanda                                                  | Fernanda Ribeiro · Portugal                                                                     | Lidia Șimon · Roménia                                                             |
| Maratona              | Manuela Machado · Portugal                                                  | Madina Biktagirova · Rússia                                                                     | Maura Viceconte · Itália                                                          |
| 100 m barreiras       | Svetla Dimitrova · Bulgária                                                 | Brigita Bukovec · Eslovênia                                                                     | Irina Korotya · Rússia                                                            |
| 400 m barreiras       | Ionela Târlea · Roménia                                                     | Tetyana Tereshchuk · Ucrânia                                                                    | Silvia Rieger · Alemanha                                                          |
| Estafeta 4x100m       | Katia Benth · Frédérique Bangué · Sylviane Félix · Christine Arron · França | Melanie Paschke · Gabi Rockmeier · Birgit Rockmeier · Andrea Philipp · Alemanha                 | Oksana Ekk · Galina Malchugina · Natalya Voronova · Irina Privalova · Rússia      |
| Estafeta 4x400m       | Anke Feller · Uta Rohländer · Silvia Rieger · Grit Breuer · Alemanha        | Natalya Khrushcheleva · Svetlana Goncharenko · Yekaterina Bakhvalova · Olga Kotlyarova · Rússia | Donna Fraser · Vikki Jamison · Katharine Merry · Allison Curbishley · Reino Unido |
| 10 km marcha          | Annarita Sidoti · Itália                                                    | Erica Alfridi · Itália                                                                          | Susana Feitor · Portugal                                                          |
| Salto em altura       | Monica Dinescu · Roménia                                                    | Donata Jancewicz · Polónia                                                                      | Alina Astafei · Alemanha                                                          |
| Salto com vara        | Anzhela Balakhonova · Ucrânia                                               | Nicole Humbert · Alemanha                                                                       | Yvonne Buschbaum · Alemanha                                                       |
| Salto em comprimento  | Heike Drechsler · Alemanha                                                  | Fiona May · Itália                                                                              | Lyudmila Galkina · Rússia                                                         |
| Triplo salto          | Olga Vasdeki · Rússia                                                       | Šárka Kašpárková · Chéquia                                                                      | Tereza Marinova · Bulgária                                                        |
| Arremesso do peso     | Vita Pavlysh · Ucrânia                                                      | Irina Korzhanenko · Rússia                                                                      | Yanina Karolchik · Bielorrússia                                                   |
| Lançamento do disco   | Franka Dietzsch · Alemanha                                                  | Natalya Sadova · Rússia                                                                         | Nicoleta Grasu · Roménia                                                          |
| Lançamento do dardo   | Tanja Damaske · Alemanha                                                    | Tatyana Shikolenko · Rússia                                                                     | Mikaela Ingberg · Finlândia                                                       |
| Lançamento do martelo | Mihaela Melinte · Roménia                                                   | Olga Kuzenkova · Rússia                                                                         | Kirsten Münchow · Alemanha                                                        |
| Heptatlo              | Denise Lewis · Reino Unido                                                  | Urszula Włodarczyk · Polónia                                                                    | Natallia Sazanovich · Bielorrússia                                                |

## Quadro de medalhas
| Ordem | País          | Medalha de ouro | Medalha de prata | Medalha de bronze | Total |
| ----- | ------------- | --------------- | ---------------- | ----------------- | ----- |
| 1     | Reino Unido   | 9               | 4                | 3                 | 16    |
| 2     | Alemanha      | 8               | 7                | 8                 | 23    |
| 3     | Rússia        | 6               | 9                | 7                 | 22    |
| 4     | Polónia       | 3               | 4                | 1                 | 8     |
| 5     | Roménia       | 3               | 2                | 2                 | 7     |
| 6     | Ucrânia       | 3               | 2                | 1                 | 6     |
| 7     | Itália        | 2               | 4                | 3                 | 9     |
| 8     | Portugal      | 2               | 3                | 1                 | 6     |
| 9     | Espanha       | 2               | 1                | 4                 | 7     |
| 10    | França        | 2               | 1                | 1                 | 4     |
| 11    | Irlanda       | 2               | 0                | 1                 | 3     |
| 12    | Hungria       | 1               | 1                | 0                 | 2     |
| 13    | Bulgária      | 1               | 0                | 3                 | 4     |
| 14    | Grécia        | 1               | 0                | 2                 | 3     |
| 15    | Estónia       | 1               | 0                | 0                 | 1     |
| 16    | Finlândia     | 0               | 2                | 1                 | 3     |
| 16    | Chéquia       | 0               | 2                | 1                 | 3     |
| 18    | Suíça         | 0               | 1                | 1                 | 2     |
| 19    | Eslovênia     | 0               | 1                | 0                 | 1     |
| 19    | Letônia       | 0               | 1                | 0                 | 1     |
| 19    | Suécia        | 0               | 1                | 0                 | 1     |
| 22    | Bielorrússia  | 0               | 0                | 2                 | 2     |
| 23    | Áustria       | 0               | 0                | 1                 | 1     |
| 23    | Lituânia      | 0               | 0                | 1                 | 1     |
| 23    | Noruega       | 0               | 0                | 1                 | 1     |
| 23    | Países Baixos | 0               | 0                | 1                 | 1     |
|       | TOTAL         | 46              | 46               | 46                | 138   |